# Negatief-positiefprocedé
De meeste fotografische emulsies geven na ontwikkeling een negatief beeld, waarin donker en licht verwisseld zijn. Het negatief-positiefprocedé maakt een positief beeld door het procedé te herhalen: een negatief beeld wordt op lichtgevoelig papier gelegd  (een contactafdruk) of geprojecteerd. 
Dit was de meest gangbare methode om een foto af te drukken voor de komst van de digitale fotografie.
Een andere methode om positieve beelden te maken is het omkeerprocedé. Een daguerreotypie geeft, als men uit de juiste richting kijkt, direct een positief beeld.